# Ettimadai
Ettimadai é uma panchayat (vila) no distrito de Coimbatore , no estado indiano de Tamil Nadu.

## Demografia
Segundo o censo de 2001,  Ettimadai  tinha uma população de 7887 habitantes. Os indivíduos do sexo masculino constituem 51% da população e os do sexo feminino 49%. Ettimadai tem uma taxa de literacia de 56%, inferior à média nacional de 59.5%: a literacia no sexo masculino é de 65% e no sexo feminino é de 46%. Em Ettimadai, 13% da população está abaixo dos 6 anos de idade.